# 音乐周刊
音乐周刊是一份面向英国唱片行业的刊物，由未来出版社出版，通过网站和月刊紙本发行。

## 历史
该杂志成立于1959年，当时名为Record Retailer，1972年3月18日更名为Music Week。1981年1月17日，由于销售视频的重要性日益增加，杂志名称再次更改为Music & Video Week。其竞争对手Record Business由布赖恩·马利根（Brian Mulligan）和诺曼·加罗德（Norman Garrod）于1978年创立，于1983年2月被Music Week收购。同年晚些时候，衍生杂志Video Week创刊，母刊名称恢复为Music Week。

## 出版详情
Music Week由未来出版社每月出版（2021年3月起），尽管之前它是一本周刊（每年50期）。它有B4大小的印刷杂志和PDF数字版。ISSN 0265-1548

### 编辑人员
截至2021年7月印刷版
- 内容主管: George Garner[6][7][1]
- 专题编辑: Ben Homewood
- 数字化编辑: Andre Paine
- 内容编辑/制作人: Lucy Thraves
- 图表和数据: Isabelle Nesmon
- 艺术编辑: Steve Newman

前任编者
- Tom Pakinkis
- Tim Ingham
- David Dalton
- Steve Redmond
- Selina Webb
- Ajax Scott
- Martin Talbot
- Paul Williams
- Mark Sutherland